# Listen Up! (serie televisiva)
Listen Up! è una serie televisiva della CBS andata in onda dal 20 settembre 2004 al 25 aprile 2005 negli Stati Uniti. La serie è basata sulla vita del popolare scrittore sportivo Tony Kornheiser. Il produttore esecutivo della serie, nonché protagonista, è Jason Alexander. Nonostante gli indici d'ascolto accettabili, lo show è stato cancellato dalla CBS l'8 maggio 2005 a causa degli alti costi.

## Cast
- Jason Alexander: Tony Kleinman
- Malcolm-Jamal Warner: Bernie Widmer
- Wendy Makkena: Dana Kleinman
- Daniella Monet: Megan Kleinman
- Will Rothhaar: Mickey Kleinman

## Doppiatori italiani
Fonte:
- Marco Mete: Tony Kleinman
- Stefano Mondini: Bernie Widmer
- Maura Cenciarelli: Dana Kleinman
- Giulia Tarquini: Megan Kleinman
- Alessio Nissolino: Mickey Kleinman

## Episodi
| Stagione       | Episodi | Prima TV originale | Prima TV Italia |
| -------------- | ------- | ------------------ | --------------- |
| Prima stagione | 22      | 2004-2005          | 2010            |

## Curiosità
- Il titolo iniziale dello show era "Shut Up and Listen"